# Kofilin

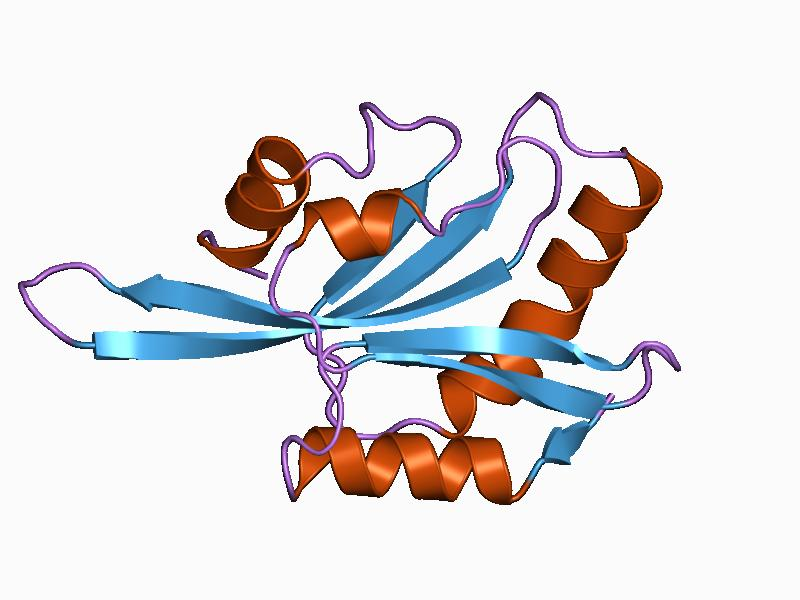
Kofilin

Kofiliny (též rodina ADF/kofilin) představují malou skupinu proteinů o velikosti asi 15 kDa, které se vážou na monomerický i polymerovaný aktin a ovlivňuje jeho vlastnosti. Jednobuněčné eukaryotické organismy mají obvykle jen jeden kofilinový protein, živočichové jako myš či člověk mají rovnou tři: kofilin-1, kofilin-2 a ADF.

## Funkce
Kofilin se váže převážně na takové aktinové podjednotky, které mají navázaný ADP a nikoliv ATP. Po vazbě kofilin urychluje uvolnění fosfátu (Pi) z takové aktinové podjednotky, čímž vyvolává depolymeraci (rozpad) aktinových mikrofilament. Tomu pomáhá i schopnost kofilinů stimulovat příčné zlomy v aktinových vláknech („severing“). Ze současných výzkumů je ovšem jasné, že pole působnosti kofilinu je mnohem širší. Udává se, že reaguje jako senzor na téměř jakoukoliv fyziologickou změnu v prostředí a vyvolává odpověď na ni. Za určitých okolností dokonce vytváří hyperstabilní aktinové polymery, které jsou příznačné pro některé patologie.